# Hill Harper
Hill Harper, geboren als Francis Harper (Iowa City, 17 mei 1966) is een Amerikaanse acteur.
Zijn ouders zijn Henry Harper, een psychiater, en Marilyn Hill, een van de eerste Afrikaans-Amerikaanse anesthesiologes in de Verenigde Staten. Harper studeerde cum laude af aan de Brown University met een Bachelor of Arts graad en kreeg een cum laude van de Harvard Law School waar hij meester in rechten werd. Tijdens zijn verblijf aan de Harvard Universiteit, was hij lid van Boston's Black Folks Theater Company.
Harper kreeg een loopbaan bij zowel film als televisie vanaf 1993, waar hij werkte bij de serie Married... with Children en zijn film-debuut maakte met Confessions of a Dog. Hij is vooral bekend door zijn rol als coroner-crime-scene-investigator Sheldon Hawkes in de Amerikaanse TV show CSI: NY. In 2006 schreef Harper Letters to a Young Brother. Hij trad ook op in Geretta Geretta's Whitepaddy, met Sherilyn Fenn, Lisa Bonet, Debra Wilson, Karen Black en Kareem Abdul-Jabbar. Harper is een goede vriend van actrice Gabrielle Union en Barack Obama.

## Filmografie en televisie
- Limitless (2018) - Spelman Boyle
- The Good Doctor (2017-heden) - dr. Marcus Andrews
- The Boy Next Door (2015) - Rector Edward Warren
- 1982 (2013) - Tim Brown
- Mama, I Want to Sing! (2008) - Jeff Andrews
- This Is Not a Test (2007)
- The Breed (2006) - Noah
- Constellation (2005) - Errol Hickman
- Lackawanna Blues (2005) - Ruben, Jr. (Adult)
- Love, Sex, & Eating the Bones (2004)
- The Sopranos (2004) - Stokley Davenport M.D.
- CSI: NY (2004-2013) - Dr. Sheldon Hawkes
- Soul Food: The Series (2004) - Kelvin Chadway
- The Handler (2003) - Darnell
- The Visit (2000) - Alex Waters
- The Skulls (2000) - Will Beckford
- Slaves of Hollywood (1999) - Fisher
- In Too Deep (1999)
- Park Day (1998)
- Hav Plenty (1998)
- He Got Game (1998) - Coleman 'Booger' Sykes
- Beloved (1998) - Halle
- The Nephew (1998) - Chad Egan-Washington
- Steel (1997) - Slats
- Get on the Bus (1996) - Xavier
- Pumpkinhead II: Blood Wings (1994) - Peter